# Neophasia menapia
Espèce
Neophasia menapia est une espèce d'insectes lépidoptères (papillons) de la famille des Pieridae, de la sous-famille des Pierinae et du genre Neophasia.

## Dénomination
Neophasia menapia a été nommé par C. et R. Felder en 1859.
Synonymes : Pieris menapia C. & R. Felder, 1859; Pieris tau Scudder, 1861; Neophasia nigracosta Comstock, 1918 ; Leptalis menapia ; Dyar, 1903,

### Nom vernaculaire
Neophasia menapia se nomme Pine White en anglais.

### Sous-espèces
- Neophasia menapia menapia
- Neophasia menapia melanica Scott, 1981  en Californie.
- Neophasia menapia tehachapina Emmel, Emmel & Mattoon, 1998 en Californie.

## Description
Ce papillon blanc de taille moyenne (son envergure varie de 42 à 58 mm) présente sur le dessus une ornementation noire à l'apex de l'aile antérieure et bande noire le long de la marge costale. Le revers est identique avec des veines noires marquées surtout aux ailes postérieures.

### Chenille
La chenille, de couleur verte est ornée de bandes blanches sur le dos et sur les flancs.

## Biologie

### Période de vol et hivernation
Il vole en une seule génération en juillet - août au Canada, de juin à septembre aux États-Unis,.
Il hiverne au stade d'œuf.

### Plantes hôtes
Les plantes hôtes de la chenille sont des Pinus, Pinus ponderosa, Pinus contorta, Pinus edulis, Pinus jeffreyi, Pinus monticola, Pseudotsuga menziesii (syn. de Pseudotsuga taxifolia, non accepté par ITIS), Tsuga heterophylla, Abies balsamea, Abies grandis et Picea sitchensis.

## Écologie et distribution
Il est présent en Amérique du Nord dans le sud de la Colombie-Britannique et de l'Alberta au Canada et en Californie, dans le nord de l'Arizona, au Nebraska, au Dakota du Sud et au Nouveau-Mexique,.

### Biotope
Il est inféodé aux pinèdes de l'ouest de l'Amérique du Nord.
Il ne descend que rarement de la cime des arbres, ce qui est rare chez les piéridés.

### Protection
Pas de statut de protection particulier.

### Liens taxonomiques
- (en) Tree of Life Web Project : Neophasia menapia
- (fr + en) ITIS : Neophasia menapia (C. Felder & R. Felder, 1859)
- (en) NCBI : Neophasia menapia (taxons inclus)